# 무라이 쇼스케
무라이 쇼스케(일본어: 村井章介, 1949년  -)는 일본의 역사학자이다. 전공은 일본 중세사 · 대외 관계사이다. 도쿄 대학 명예교수로. 오사카 시 아사히 구 출신이다.

## 경력
- 1972년 3월 도쿄대학 문학부 국사학과 졸업
- 1974년 3월 도쿄대학 대학원 인문과학 석사과정 수료
- 1974년 4월 도쿄대학 사료편찬소 입소
- 1975년 사료편찬소 중세사료부 조수
- 1985년 사료편찬소 조교수
- 1991년 도쿄대학 문학부 조교수
- 1993년 3월 「아시아 속의 중세 일본」도쿄대학에서 문학박사 학위를 취득
- 1994년 도쿄대학 문학부 교수
- 1995년 도쿄대학 대학원 인문사회계 연구과 교수
- 2013년 3월 도쿄대학을 정년 퇴임, 도쿄대학 명예교수
- 2013년 4월 릿쇼 대학 문학부 사학과 교수
- 2014년 가도카와 겐지 상 수상
- 2019년 3월 입쇼대학교 정년퇴직

## 인물
문하에 국제일본문화연구센터 조교 고자 유이치(呉座勇一)가 있다.
한국의 이영 방송통신대학 일본학과 교수도 1995년 도쿄대학 총합문화연구과 대학원 지역문화 연구과 박사학위 논문 심사에서 무라이 쇼스케가 주 심사위원을 맡았다. 이영은 여말선초 왜구와 관련하여 논문 도처에서 무라이의 학설을 집중적으로 비판하였고, 박사학위 논문 심사 당일에도 무라이와 한 시간 넘게 격렬한 논쟁을 벌였는데, 무라이는 자신의 학설을 집중적으로 비판한 이영에 대하여 "나의 주장과는 다르지만 그의 주장에 논리적 일관성이 있다"는 이유로 이영의 박사학위 수여에 동의하였다. 이영이 일본에서 《倭寇と日麗関係史》를 출간할 때에도 적극 협조해 주었다고 한다(이 저술은 일본에서 발간된지 11년 뒤에 《왜구와 고려·일본 관계사》)라는 제목으로 한국에도 출간되었다).

## 저서
※★표시는 한국에 번역 출간된 저술입니다.
- 《아시아 속의 중세 일본》(교쿠라 서방) 1988
- 《중세 왜인전》(이와나미 신서) 1993 ★
  - 2003년에 도서출판 소화에서 《중세 왜인의 세계 한림신서 일본학총서 37》로 출간되었다. 번역은 이영이 맡았다.
- 《동아시아 왕환(往還) - 한시(漢詩)와 외교》(아사히 신문사) 1995
- 《바다에서 본 센고쿠 일본 - 열도사에서 세계사로》(지쿠마 신서) 1997, 후에 개정증보판으로 《세계사 속의 센고쿠 일본》(지쿠마 학예문고) 2012
- 《국경을 넘어 - 동아시아 해역 세계의 중세》(교쿠라 서방) 1997
- 《중세 일본의 안과 밖》(지쿠마 서방, 치쿠마 프리머북스) 1999, 이후 증보판(지쿠마 학예 문고) 2013
- 《호조 도키무네와 몽고습래 - 시대・세계・개인을 읽는다》(일본방송출판협회, NHK북스) 2001, 이후 개제 증보판 《호조 도키무네와 아다치 야스모리 - 이국 합전과 가마쿠라 정치사》(고단샤 학술문고) 2022
- 《분열하는 왕권과 사회》(주오코론신샤, 일본의 중세10) 2003
- 《동아시아의 일본 문화》(방송대학교육진흥회) 2005
- 《중세의 국가와 재지 사회》(교쿠라 서방) 2005
- 《경계를 넘는 사람들》(야마가와 출판사) 2006
- 《일본 중세경계사론》(이와나미 서점) 2013
- 《일본 중세의 이문화 접촉》(도쿄 대학 출판회) 2013
- 《중세사 연구의 여로 - 전후(戰後) 역사학과 나》(교쿠라 서방) 2014
- 《중세 사료와의 대화》(요시카와 홍문관) 2014
- 《경계사의 구상 - 일본 역사 나의 최신 강의》(경문사) 2014
- 《분열에서 천하 통일로》(이와나미 신서, 시리즈 일본 중세사 4) 2016
- 《옛 류큐 - 해양 아시아의 빛나는 왕국》( 가도카와 선서 ) 2019
- 《동아시아의 일본 문화》(홋카이도 대학 출판회) 2021

### 교정 · 편저 외
- 《노송당일본행록 - 조선 사절이 본 중세 일본》(송희경, 이와나미 문고) 1987
- 《일본사를 바다에서 씻는다》(다케우치 마코토, 가와카쓰 헤이타, 시미즈 겐, 다카야 고이치 공저, 난푸샤) 1996
- 《환일본해와 환중국해 - 일본열도의 16세기》(아사히 신문사) 1995
- 《중세》(책임편집, 이와나미 서점, 일본사 사료 2) 1998
- 《남북조의 동란》(요시카와 홍문관, 일본의 시대사 10) 2003
- 《미나토마치(港町)와 해역 세계》(아오키 서점, 시리즈 미나토마치의 세계사 1) 2005
- 《「사람의 연결」의 중세 》(야마가와 출판사) 2008
- 《중세 도고쿠 무가 문서의 연구 - 시라카와 유키 가 문서의 성립과 전래》(고치 서원) 2008
- 《동아시아 속의 겐초지 - 종교・정치・문화가 교차하는 선(禪)의 발상지》(벤세이 출판) 2014

### 공동 편저
- 《히젠 마쓰라토 아리우라 문서》(후쿠다 이쿠오, 세이분도 출판) 1982, 개정판 2001
- 《가마쿠라 시대의 정치 관계 문서》(세노 세이이치로, 요시카와 홍문관) 1986
- 《가마쿠라 시대의 법제 관계 문서》(세노 세이이치로, 요시카와 홍문관) 1987
- 《아시아 속의 일본사》 1-6(아라노 야스노리, 이시이 마사토시, 도쿄 대학 출판회) 1992 - 1993
  1. 아시아와 일본
  2. 외교와 전쟁
  3. 해상길
  4. 지역과 민족
  5. 자의식과 상호 이해
  6. 문화와 기술
- 《중세 도고쿠의 물류와 도시》(미네기시 스미오, 야마가와 출판사) 1995
- 《경계의 일본사》(사토 마코토, 요시다 노부유키, 야마가와 출판사) 1997
- 《중세 후기 동아시아의 국제 관계》(오스미 가즈오, 야마가와 출판사) 1997
- 《중세의 길과 물류》(후지와라 요시아키, 야마가와 출판사) 1999
- 《북쪽의 환일본해 세계 - 쓰여지는 쓰가루 안도씨》(사이토 도시오, 오구치 마사시, 야마가와 출판사) 2002
- 《쇼운입명기 일본 승려가 본 명대 중국》(스다 마키코, 도요분코798, 헤이본샤) 2010 ★
  - 2024년에 《쇼운입명기 일본 승려의 눈에 비친 명·일 관계와 무역》(동국대학교 문화학술원 사료총서 03)이라는 제목으로 경인문화사에서 한국어 번역, 출판되었다. 번역은 임경준이 맡았다.
- 《지구적 세계의 성립》(아라노 야스노리, 이시이 마사토시, 요시카와 홍문관) 2013
- 《대항해시대의 일본과 금속 교역》(히라오 요시미쓰, 이누마 겐지, 사문각출판) 2014
- 《명일관계사 연구 입문 - 아시아 속의 견명선(遣明船)》(하시모토 유, 이토 고지, 스다 마키코, 세키 슈이치, 벤세이 출판) 2015
- 《대외교류사》(시리즈「신체계 일본사」5) (아라노 야스노리, 이시이 마사토시, 지바 이사오, 야마가와 출판사) 2021

## 참고 문헌 · 사이트
- [ ISBN 978-4-7517-4500-7 ]
- 도쿄 대학 연보
- 『현대 일본인 명록』 2002년